# Mareanivka, Kovel
Mareanivka (în ucraineană Мар`янівка) este un sat în comuna Radoșîn din raionul Kovel, regiunea Volînia, Ucraina.

## Demografie
Componența lingvistică a localității Mareanivka
     Ucraineană (97,18%)
     Rusă (2,82%)
Conform recensământului din 2001, majoritatea populației localității Mareanivka era vorbitoare de ucraineană (97,18%), existând în minoritate și vorbitori de rusă (2,82%).